# Oggun
Oggun, Ogun u Ogum es una de las deidades de la religión yoruba y Edo. En la santería de Cuba sincretiza con San Pedro, San Pablo, San Juan Bautista, San Miguel Arcángel y San Rafael Arcángel; en el candomblé de Brasil con San Antonio de Padua y San Jorge (Río de Janeiro); en el vudú haitiano, con Santiago el Mayor.

## Resumen
Oggun, manifestación del Panteón yoruba, es el Orisha de los herreros, de las guerras, de la tecnología, de los cirujanos, del ejército, los policías y posee además un carácter irascible y violento hacia sus enemigos. Su símbolo principal es el machete (Embelebobo), con el cual lucha contra sus rivales o para poder abrirse camino a través de la vegetación de la selva. Se le asocia popularmente a San Pedro por el sencillo hecho de que la imagen de este santo carga en sus manos las llaves del reino de los cielos, y dado que las llaves están hechas con metal (elemento de Oggun), estas por tanto, le simbolizan y le pertenecen; con San Jorge por portar la espada (al igual que San Pablo y San Miguel) y por ser un guerrero con casco, lanza, etc. Él es el que asegura los caminos que abre su hermano Eleggua.

## Caminos (nombres)
- Oggún Onile.
- Oggún Nike.
- Oggún Funique.
- Oggún Alagbo o Alagbede.
- Oggún Melli.
- Oggún Arere.
- Oggún Shibiriki.
- Oggún Kobu Kobu.
- Oggún Aguanile.
- Oggún Meye.
- Oggún Adaiba.
- Oggún Jobí.
- Oggún Adeolá.
- Oggún Já.
- Oggún Olokó.
- Oggún Aroye.
- Oggún Onira.
- Oggún Oniré.
- Oggún Oké.
- Oggún Aladú.
- Oggún Valanyé o Valenyé.
- Oggún Ñako Ñiko.
- Oggún Olode.
- Oggún Soroké.
- Oggún Warí.
- Oggún Talajó.
- Oggún Olobe.
- Oggún kasajó.
- Oggún Olobeté.
- Oggún Abagága.
- Oggún Bi.
- Oggún Deyi.
- Oggún De.
- Oggún Pátakori.
- Oggún Ondó.
- Oggún Igiri.
- Oggún Abesan.
- Oggún Orioko.
- Oggún Alará.
- Oggún Ikolá.
- Oggún Akirun.
- Oggún Makinde.
- Oggún Molé.
- Oggún Elémona.
- Oggún Gbenagbena.
- Oggún Olópa.
- Oggún Finamalu.

## El Orisha
Oggun orisha guerrero, es dueño del monte junto con Ochosi y tiene dominio sobre los caminos junto con Eleggua o Eshu, su hermano. Mensajero directo de Obatalá. Rey de Iré, representa al que vaga por los caminos. Orisha con temperamento, resuelto, duro, vigoroso, casi se diría inflexible y con la resistencia del metal. Por ser dueño de la Faca viene detrás de Eleggua, por ello es el segundo en Santería Cubana (Regla de Osha-Ifa).
Es aquel quién toma la justicia en sus manos sin importarle que dirán. A él se le vinculan varios amores, pero el más reconocido es con Oya.
Protege las entradas de las casas y templos. Protector de los militares, soldados, trabajadores, agricultores, cirujanos y de todas aquellas profesiones que trabajen con metal.
En el Palo Mayombe, Zarabanda es lo mismo que Oggun. Zarabanda proviene de los montes, es dueño del metal, Dios de la Guerra, da fuerza al guerrero, valentía y la victoria final. Mientras que Oggun el Orisha guerrero surge en la antiquísima Religión de Nigeria llamada Candomblé Nagó, Zarabanda surge del Mayombe quizás la religión más antigua del mundo nacida en el Congo. Oggun y Zarabanda son la misma fuerza, cuando entra en cólera solo Obatalá (la fuerza divina suprema) puede calmar su ferocidad y ganas de combate. Oggun mata dragones, es el invencible por lo que en algunos países como Brasil se sincretiza con San Jorge.

## Pasajes de Oggun
- AvagaN
- Onira
- Olobede
- Adiola

## Características de Oggun
- Saludo: ¡Oke Oggún! ¡Oggún Kobú Kobú Aguanilé!
- Números: 3 y sus múltiplos.
- Data: 23 de abril
- Colores: Morado o verde y negro
- Día de la semana: Martes

## Familia
Es hijo de Obatala y Yemayá, hermano de Shangó, Oshosi, Osun, Eleggua y en algunos patakis también de Dada
también deidades.

## Trilogía
Forma una trilogía con Elegguá y Oshosi.

## Arquetipo de los Ommo de Oggun
Tienen un temperamento un tanto violento, son impulsivos y les cuesta perdonar las ofensas de otros. No son muy exigentes con la comida, con el vestir, tampoco con la morada salvo raras excepciones. Son amigos, pueden estar siempre envueltos en demandas, divertidos, siempre despiertan el interés de las mujeres, tienen variadas relaciones sexuales, pero no se aferran mucho a una sola persona.

## Frente de Oggun
Pipoca (pochoclo), maíz torrado, 7 costillas de asado, 7 gajos de coco.
Para oggun das matas: colchón de pisos, colchón de 7 hojas lechuga, 7 costillas, 7 rodajas de tomate y 7 rodajas de naranja.
Para oggun megge: la misma ofrenda que oggun das matas pero se reemplaza la naranja por la cebolla.

## Diloggún
Oggun habla en el odú Ogunda (3)

## Eco de Oggun
- Oggun: Agua y dendé.
- Oggún Avagan: Agua, dendé y fariña.

## Ofrendas y bailes
Se le sacrifican, chivos, carneros, gallos, pollos, gallinas, babosas (caracoles de tierra), guineas, tortugas de agua y de tierra, palomas, jutías, se supone que este oricha se le sacrifican todos los animales ya que la solo acción del sacrificio lo representa. 
Se le ofrece manteca de corojo, miel, pescado ahumado, maíz tostado, licor preferiblemente ron blanco y aguardiente.

## Sincretismo
Como parte de la transculturación y del peligro que vieron los esclavos traídos de África de perder sus raíces, cada santo adoptó el nombre de un santo católico. También está el hecho de que los esclavos venían de diferentes partes de África y en cada uno se le llamaba diferente.
| St. Católicos     | Kimbisa      | Mayombe                              | Abakuá  | Brillumba | Arará            | Iyesá            | Gangá            |
| S. Pedro S. Jorge | Pungo Dibudi | Sarabanda Viento Malo Cabo en Guerra | Sontemí | Sarabanda | Acutorio Orgullé | Oggún Iboru Boku | Noy Nou Ajuaggún |

## Libros
- Charles Spencer King (Traducido por Gabriel Ernesto Arévalo Luna), IFA Y Los Orishas: La Religión Antigua De La Naturaleza. ISBN 1-46102-898-1
- Baba Eshuonare (Tratados de los Orishas), Ifa y la Santería en Cuba: ISBN 978-0-9810387-1-1 ([www.tratadosifasanteria.com]).